# Berendrecht-Zandvliet-Lillo
Berendrecht-Zandvliet-Lillo is na het district Antwerpen het grootste in oppervlakte maar tevens het dunst bevolkte district van Antwerpen. 
Het staat in Antwerpen ook bekend onder de bijnaam van het noorderdistrict, het polderdistrict of onder haar afkorting Bezali.
Berendrecht-Zandvliet-Lillo behoort sinds 2018 tot het gerechtelijk kanton Kapellen. Daarvoor behoorde het tot het elfde  kanton Antwerpen.

## Geschiedenis

### Tweede wereldoorlog
De deelgemeente werd rond 20 mei 1940  bezet door het Duitse leger en  bevrijd op 4 september 1944. De site bel-memorial.org meldt o.a. een monument op de Havenmarkt van Lillo.

### Fusie
Op 15 april 1958 werden Berendrecht, Zandvliet en Lillo bij Antwerpen gevoegd en daarna werd het polderlandschap grotendeels onteigend voor de havenuitbreiding. Zie bijbehorende pagina's voor meer informatie. De drie districten werden later begin januari 1983 samengevoegd tot het district Antwerpen 4.

### Van district Antwerpen 4 naar district Berendrecht-Zandvliet-Lillo
In 1983 werd het voormalige district Antwerpen 4 (met postnummer 2040) onder de naam Berendrecht-Zandvliet-Lillo van het zojuist gevormde verenigde district Antwerpen gescheiden en als volwaardig nieuw district tussen de andere met Antwerpen in 1983 gefuseerde deelgemeenten opgenomen. Op 20 december 1999 werd op de Antwerpse gemeenteraad het besluit genomen om de adviserende districtsraden met de verkiezingen in 2000 door rechtstreeks gekozen districtsraden te vervangen.
Van 1 januari 2001 tot eind 2006 was de eerste (op 8 oktober 2000) rechtstreeks verkozen districtsraad aan de slag. Op 1 januari 2007 ging de tweede (op 8 oktober 2006) rechtstreeks verkozen districtsraad aan de slag en op 1 januari 2013 was het de beurt aan de derde (op 14 oktober 2012 verkozen) districtsraad. Op 1 januari 2019 volgde de vierde (op 14 oktober 2018 verkozen) districtsraad.
De districtsraad heeft beslissingsbevoegdheid over het sport-, jeugd-, cultuur- en seniorenbeleid, over de communicatie van het district, de feestelijkheden en een gedeelte van de straat- en groenwerken. Over de andere domeinen kan de districtsraad adviezen geven.

## Demografie
Het district Berendrecht-Zandvliet-Lillo is 5266 ha groot en telde 10.053 inwoners op 1 januari 2020.

## Wapenschild
Op 6 juli 2011 keurde de Vlaamse regering bij Ministerieel Besluit een nieuw wapenschild goed voor het district Berendrecht-Zandvliet-Lillo. Tot dan toe had het district de wapens van de drie voormalige gemeenten naast elkaar gebruikt. In het nieuwe wapen verwijst de beer naar Berendrecht, het plompenblad naar Lillo en de lelie naar Zandvliet als voormalig eigendom van de Sint-Michielsabdij.

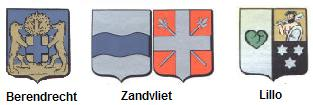
De wapens van de drie voormalige gemeenten.

## Politiek

### Structuur
Het district Berendrecht-Zandvliet-Lillo maakt deel uit van de stad Antwerpen. Deze ligt in het kieskanton Antwerpen (dewelke identiek is aan het provinciedistrict Antwerpen) en ligt in het kiesarrondissement Antwerpen en de kieskring Antwerpen.
| Berendrecht-Zandvliet-Lillo | Berendrecht-Zandvliet-Lillo | Supranationaal         | Nationaal                         | Nationaal           | Gemeenschap         | Gewest              | Provincie           | Arrondissement  | Provinciedistrict | Kanton          | Gemeente        | District                    |
| --------------------------- | --------------------------- | ---------------------- | --------------------------------- | ------------------- | ------------------- | ------------------- | ------------------- | --------------- | ----------------- | --------------- | --------------- | --------------------------- |
| Administratief              | Niveau                      | Europese Unie          | België                            | België              | Vlaanderen          | Vlaanderen          | Antwerpen           | Antwerpen       | Antwerpen         | Antwerpen       | Antwerpen       | Berendrecht-Zandvliet-Lillo |
| Administratief              | Bestuur                     | Europese Commissie     | Belgische regering                | Belgische regering  | Vlaamse regering    | Vlaamse regering    | Deputatie           | Deputatie       | Deputatie         | Deputatie       | Gemeentebestuur | Districtscollege            |
| Administratief              | Raad                        | Europees Parlement     | Kamer van volksvertegenwoordigers | Vlaams Parlement    | Vlaams Parlement    | Vlaams Parlement    | Provincieraad       | Provincieraad   | Provincieraad     | Provincieraad   | Gemeenteraad    | Districtsraad               |
| Kiesomschrijving            | Kiesomschrijving            | Nederlands Kiescollege | Kieskring Antwerpen               | Kieskring Antwerpen | Kieskring Antwerpen | Kieskring Antwerpen | Kieskring Antwerpen | Antwerpen       | Antwerpen         | Antwerpen       | Antwerpen       | Berendrecht-Zandvliet-Lillo |
| Verkiezing                  | Verkiezing                  | Europese               | Federale                          | Federale            | Vlaamse             | Vlaamse             | Provincieraads-     | Provincieraads- | Provincieraads-   | Provincieraads- | Gemeenteraads-  | Districtsraads-             |

### Districtscollege
| Districtscollege    | Districtscollege                                                                                            |
| ------------------- | --- |
| Districtsvoorzitter | Zander Vliegen (Pro2040).                                                                                   |
| Districtsschepenen  | 1. Rudi Sempels (N-VA) 2. Sandra Suykerbuyk (Pro2040) 3. Karel Hendrickx (Pro2040) 4. Carl Geeraerts (N-VA) |

### Districtsraad
De gezamenlijke Berendrechtse, Zandvlietse en Lilloose districtsraad telt 15 gemeenschappelijke zetels.
De districtsraad heeft beslissingsbevoegdheid over sport-, jeugd-, cultuur- en seniorenbeleid. Ook over de communicatie van het district, de feestelijkheden en een gedeelte van de straat- en groenwerken kan de districtsraad beslissingen nemen. Over de andere domeinen kan de districtsraad adviezen geven.

#### Legislatuur 2025-2030
De meerderheid werd gevormd door vijf zetels voor PRO2040, een samenwerking van Vooruit, CD&V en onafhankelijken, en drie zetels voor N-VA, samen goed voor een meerderheid van acht op vijftien zetels. Verder telde de raad vijf zetels voor VB en twee zetels voor ex-N-VA-leden die uit de partij stapten uit onvrede met de weigering van hun voormalige partij om het cordon sanitaire tegen het VB te doorbreken.
De districtsraadsleden waren:
Voor PRO2040 : Zander Vliegen, Karel Hendrickx, Sandra Suykerbuyk, Bart Goris en Annick Kersten

Voor Vlaams Belang: Dirk Daems, Robin De Winter, Steve Van Broeckhoven, Peter Van Uffelen en Nancy Verrijke

Voor N-VA: Carl Geeraerts, Rudi Sempels en Jill Elst

Onafhankelijk : Peter Paardekam en Carina Stark

### Geschiedenis

#### (Voormalige) Districtsvoorzitters
| Tijdspanne | Tijdspanne   | Burgemeester                   |
| ---------- | ------------ | ------------------------------ |
|            | 2001 - 2006  | Willy Van Hees (sp.a)          |
|            | 2007 - 2012  | Marcel Bartholomeeussen (sp.a) |
|            | 2013 - 2024  | Carl Geeraerts (N-VA)          |
|            | 2025 - heden | Zander Vliegen (Pro2040)       |

#### Resultaten van de districtraadsverkiezingen sinds 2000
Op 8 oktober 2000 werden de eerste districtsraadsverkiezingen voor het gemeentedistrict Berendrecht-Zandvliet-Lillo gehouden.
| Partij of kartel     | Partij of kartel                                   | 8-10-2000 | 8-10-2000 | 8-10-2006 | 8-10-2006 | 14-10-2012 | 14-10-2012 | 14-10-2018 | 14-10-2018 | 13-10-2024 | 13-10-2024 |
| Stemmen / Zetels     | Stemmen / Zetels                                   | %         | 15        | %         | 15        | %          | 15         | %          | 15         | %          | 15         |
| -------------------- | -------------------------------------------------- | --------- | --------- | --------- | --------- | ---------- | ---------- | ---------- | ---------- | ---------- | ---------- |
|                      | PVDA+1/ PVDA2                                      | -         |           | 0,981     | 0         | 3,01       | 0          | 4,02       | 0          | -          |            |
|                      | Agalev1/ sp.a-Spirit-Groen!A/ Team 2040B/ PRO2040C | 7,811     | 1         | 32,51A    | 5         | 32,0B      | 5          | 27,4C      | 4          | 35,9C      | 5          |
|                      | SP1/ sp.a-Spirit-Groen!A/ Team 2040B/ PRO2040C     | 29,711    | 5         | 32,51A    | 5         | 32,0B      | 5          | 27,4C      | 4          | 35,9C      | 5          |
|                      | VLD1/ Team 2040B/ Open Vld2                        | 15,561    | 2         | 7,351     | 1         | 32,0B      | 5          | 3,62       | 0          | -          |            |
|                      | CVP1/ CD&V-N-VAC/ Team 2040B/ CD&V2                | 7,451     | 1         | 10,48C    | 1         | 32,0B      | 5          | 7,02       | 1          | -          |            |
|                      | CD&V-N-VAC/ N-VA2                                  | -         |           | 10,48C    | 1         | 38,62      | 6          | 35,92      | 6          | 31,22      | 3+2        |
|                      | POLDER1/ N-VA2                                     | 8,751     | 1         | 12,881    | 2         | 38,62      | 6          | 35,92      | 6          | 31,22      | 3+2        |
|                      | Vlaams Blok1/ Vlaams Belang-VLOTT2/ Vlaams Belang3 | 29,021    | 5         | 35,812    | 6         | 17,73      | 3          | 22,03      | 3+1        | 31,03      | 5          |
|                      | Burgerbelangen                                     | -         |           | -         |           | 7,9        | 1          | -          |            | 1,9        | 0          |
|                      | WOW                                                | 1,70      | 0         | -         |           | -          |            | -          |            | -          |            |
| Totaal stemmen       | Totaal stemmen                                     | 6451      | 6451      | 6700      | 6700      | 6692       | 6692       | 6952       | 6952       | 4553       | 4553       |
| Opkomst %            | Opkomst %                                          | 92,32     | 92,32     | 92,99     | 92,99     | 89,50      | 89,50      | 92,0       | 92,0       | 59,3       | 59,3       |
| Blanco en ongeldig % | Blanco en ongeldig %                               | 5,08      | 5,08      | 5,55      | 5,55      | 5,72       | 5,72       | 6,0        | 6,0        | 2,3        | 2,3        |

De vetjes gedrukte getallen vormen de onderhandelde bestuursmeerderheid. De grootste partij is in kleur.

## Bekende inwoners
- Marcel Bartholomeeussen (1949), politicus